# William Evans (koszykarz)
William Best „Billy ”Evans (ur. 13 września 1932 w Berea, zm. 22 listopada 2020) – amerykański koszykarz, występujący na pozycji obrońcy, mistrz olimpijski, mistrz igrzysk panamerykańskich.
Wybrany w drafcie w 1955 do Rochester Royals, lecz nie grał zawodowo w koszykówkę. Służył od 1955 w armii i jako członek Air Force All-Stars zdobył złoty medal olimpijski. Po zwycięstwie na igrzyskach panamerykańskich w 1959 zajął się biznesem, dochodząc do stanowiska wiceprezesa Kentucky Fried Chicken. 

## Osiągnięcia

### Reprezentacja
- Mistrz:
  - olimpijski (1956[3])
  - igrzysk panamerykańskich (1959)